# Eurydesmus ruidus
Eurydesmus ruidus är en mångfotingart som beskrevs av Christoph D. Schubart 1945. Eurydesmus ruidus ingår i släktet Eurydesmus och familjen Chelodesmidae. Inga underarter finns listade i Catalogue of Life.